# تعليم عالمي
التعليم العالمي حسب إعلان ماستريخت للتعليم العالمي (2002) على أن:
- التعليم العالمي هو التعليم الذي يفتح عيون الناس وعقولهم على واقع العالم المعولم ويوقظهم لتحقيق عالم ينعم بمزيد من العدالة والمساواة وحقوق الإنسان للجميع.
- ومن المفهوم أن التعليم العالمي يشمل التعليم التنموي والتوعية بحقوق الإنسان والتعليم من أجل الاستدامة والتعليم من أجل السلام ومنع نشوب الصراعات والتعليم بين الثقافات؛ وكونه البعد العالمي للتعليم من أجل المواطنة.

## تعريفات أخرى
هناك العديد من التعريفات للتعليم العالمي:
يشير مشروع التعليم العالمي في أستراليا  إلى أن:
- جوهر التعليم العالمي هو تمكين الشباب من المشاركة في تشكيل مستقبل أفضل ومشترك للعالم. ويؤكد التعليم العالمي على وحدة وترابط المجتمع البشري وتطوير الشعور بالذات وتقدير التنوع الثقافي والتأكيد على العدالة الاجتماعية وحقوق الإنسان وكذلك بناء السلام والإجراءات الخاصة بمستقبل مستدام في أوقات وأماكن مختلفة.
- التعليم العالمي يعزز القيم الإيجابية ويساعد الطلاب على تحمل المسؤولية عن أفعالهم والنظر إلى أنفسهم باعتبارهم مواطنين عالميين يمكنهم المساهمة في عالم أكثر سلامًا وعدلاً واستدامةً.

يشير مشروع المدرس العالمي من المملكة المتحدة إلى أن:
- التعليم العالمي هو ليس موضوعًا وإنما هو بُعد يسير عبر منهج وعامل تصفية إضافي لمساعدة الأطفال على فهم جميع المعلومات والرؤى التي يبثها العالم فيهم. وهو يجمع بين المنهجية - الأنشطة القائمة على المناقشة النشطة والتجريبية واستشراف واعٍ وتعاوني ومفتوح على تجربة الفصول الدراسية والمخاوف الأساسية - والتعرف على جميع ثقافات المملكة المتحدة وغيرها من البلدان والمجموعات الأخرى حول أسباب الفقر وعدم المساواة (هنا وكذلك في بلدان أخرى) وحول البيئة.
- التعليم العالمي هو وسيلة لتناول كل شيء نعلمه وكيف نعلمه. إنه يوسع الآفاق ويشجع على استكشاف جميع المواد الدراسية من منظور عالمي. ويساهم في المناهج الدراسية ككل ويعزز فهمنا للعالم.

تشير شبكة التعليم العالمية للشباب الأوروبي  إلى أن:
- التعليم العالمي هو نهج ابتكاري لإحداث التغيير في مجتمعنا.
- التعليم العالمي هو عملية تعليمية نشطة تقوم على القيم العالمية للتسامح والتضامن والمساواة والعدالة والمشاركة والتعاون ونبذ العنف.
- يبدأ التعليم العالمي برفع مستوى الوعي بشأن التحديات العالمية مثل الفقر والتوزيع غير العادل للفرص والموارد والتدهور البيئي والتغير المناخي والنزاعات العنيفة وعدم احترام حقوق الإنسان. ثم يخلق فهمًا أكثر عمقًا بالقضايا المعقدة الكامنة. وبالتالي فإنه يهدف إلى تغيير مواقف الناس وتشجعهم على التفكير في دور خاصة بهم في العالم. ويقوم التعليم العالمي بتحفيز الناس وتمكينهم من أن يصبحوا نشطاء كمواطنين عالميين مسؤولين.

## أنواع مماثلة من التعليم
تشمل أنواع التعليم التي تكون جزءًا من أو مماثلة للتعليم العالمي التعليم التنموي والتعليم من أجل التنمية المستدامة والتوعية بحقوق الإنسان والتوعية بالسلام.

## المؤسسات التي تتعامل مع التعليم العالمي
- منتدى رفع مستوى الوعي والتوعية بالتطوير، ومشروعه DEEEP التابع ل، CONCORD[5]
- اتحاد التعليم العالمي
- شبكة التعليم العالمي في أوروبا
- التطوير المبكر للتعليم العالمي
- شبكة المدرس العالمي [3]
- مركز الشمال والجنوبالتابع للمجلس الأوروبي

## للمزيد
- Global Education Guidelines of the North South Center of the Council of Europe [1]
- Global Education Magazine [2]
- Global Education page of the North South Center of the Council of Europe [3]

1. ↑  http://www.hrea.org/erc/Library/display_doc.php?url=http://www.coe.int/t/dg4/nscentre/GE/GE-Guidelines/GEguidelines-web.pdf&external=N%5Bوصلة+مكسورة%5D
2. ↑  Global Education Magazine نسخة محفوظة 01 ديسمبر 2017 على موقع واي باك مشين.
3. ↑  north-south-centre-homepage نسخة محفوظة 23 أغسطس 2014 على موقع واي باك مشين.